# Выступление матросов в Петрограде (14 октября 1918)
Выступление матросов в Петрограде 14 октября 1918 года (в советской историографии — мятеж) — вооружённое выступление матросов Балтийского флота, состоявшееся 14 октября 1918 года после митинга на Театральной площади. Моряки сначала ворвались в Мариинский театр, склонили на свою сторону оркестрантов, после чего под музыку направились к кораблям, располагавшимся на Неве, где они не встретили сочувствия и после непродолжительной демонстрации по улицам Петрограда самораспустились. Выступление сопровождалось «антибольшевистскими эксцессами» и завершилось арестом зачинщиков акции; позже одиннадцать организаторов, включая члена партии левых эсеров Семёна Жаркова, были расстреляны Петроградской ЧК.